# KV48
KV48, acrònim de l'anglès King's Valley, és una tomba egípcia de l'anomenada Vall dels Reis, situada a la riba oest del riu Nil, a l'altura de la moderna ciutat de Luxor. És un dels enterraments destinats als nobles que van ser construïts, com a mostra d'un favor especial, al costat de les tombes reals. Pertany al visir Amenemopet, contemporani al rei Amenofis II, de la dinastia XVIII d'Egipte.

## Situació
La KV48 es troba en el triangle que formen les tombes KV35 a l'oest, KV36 al sud i KV57 a l'est. la seva situació exacta ara mateix es desconeix per la quantitat d'enderrocs que han cobert tots els sepulcres petits d'aquella zona de la Vall dels Reis, el branc oest del wadi central.
La forma de la tomba de Amenemopet respon al comú dels sepulcres destinats als nobles recompensats amb la vida eterna al costat dels faraons: un pou d'entrada (A, de gairebé cinc metres d'altura) i una única habitació, freturosa de decoració (B). Les notables dimensions d'aquesta sala sepulcral són grans per a una tomba de noble, encara que no tant com per rivalizar amb l'àrea ocupada pels sepulcres de la família real.

## Excavació
La KV48 va ser trobada en la temporada de 1905-1906 per l'equip de Theodore David, dirigit per Edward Russell Ayrton. La neteja i la datació del lloc es va realitzar en molt poc temps, i va anar de forma precipitada i poc acurada, però suficient com per determinar qui era el propietari de la tomba –alguna cosa realment difícil venint de tombes de nobles sense pintures que identifiquin al seu amo– i treure a la llum alguns objectes. Fins i tot es va arribar a trobar una mòmia humana, de més d'un metre vuitanta d'altura, que estava desembolicada i desvalisada i que és possible que arribés a pertànyer a l'enterrament original.